# Okręgowe rozgrywki w piłce nożnej woj. olsztyńskiego, elbląskiego i suwalskiego (1978/1979)
Drużyny z województwa olsztyńskiego, elbląskiego i suwalskiego występujące w ligach centralnych i makroregionalnych:
- I liga – brak
- II liga – brak
- III liga – Pomowiec Gronowo Elbląskie, Olimpia Elbląg, Stomil Olsztyn, Wigry Suwałki, Gwardia Szczytno, Mazur Ełk, Warfama Dobre Miasto

Rozgrywki okręgowe:
- OZPN Olsztyn:

- - Klasa A (IV poziom rozgrywkowy)
  - Klasa B  - 2 grupy (V poziom rozgrywkowy)
  - Klasa C - 4 grupy (VI poziom rozgrywkowy)
  - Klasa D (gminna) - podział na grupy (VII poziom rozgrywkowy)

- OZPN Elbląg:

- - Klasa A (IV poziom rozgrywkowy)
  - Klasa B - 2 grupy (V poziom rozgrywkowy)
  - klasa C - podział na grupy (VI poziom rozgrywkowy)

- OZPN Suwałki:

- - Klasa A (IV poziom rozgrywkowy)
  - Klasa B (V poziom rozgrywkowy)

## OZPN Olsztyn

### Klasa A
| Poz. | Klub                       | M  | Pkt. | Bramki |
| ---- | -------------------------- | -- | ---- | ------ |
| 1    | Agrokompleks Kętrzyn       | 26 |      |        |
| 2    | Warmia Olsztyn             | 26 |      |        |
| 3    | Orlęta Reszel              | 26 |      |        |
| 4    | Gwardia Olsztyn            | 26 |      |        |
| 5    | Metalowiec Mrągowo         | 26 |      |        |
| 6    | Gwardia II Szczytno        | 26 |      |        |
| 7    | Sokół Ostróda              | 26 |      |        |
| 8    | Stomil II Olsztyn          | 26 |      |        |
| 9    | Polonia Lidzbark Warmiński | 26 |      |        |
| 10   | Cresovia Górowo Iławeckie  | 26 |      |        |
| 11   | Start Nidzica              | 26 |      |        |
| 12   | LZS Biskupiec              | 26 |      |        |
| 13   | Kormoran Ostróda           | 26 |      |        |
| 14   | LZS Klewki                 | 26 |      |        |

- Warmia Olsztyn i Agrokompleks Kętrzyn  awansowały do III ligi

### Klasa B

#### grupa I
| Poz. | Klub                 | M  | Pkt. | Bramki |
| ---- | -------------------- | -- | ---- | ------ |
| 1    | Jeziorak Iława       | 20 |      |        |
|      | Mechanizator Ostróda | 20 |      |        |
|      | Olimpia Olsztynek    | 20 |      |        |
|      | LZS Stare Jabłonki   | 20 |      |        |
|      | LZS Małdyty          | 20 |      |        |
|      | Motor Lubawa         | 20 |      |        |
|      | LZS Samborowo        | 20 |      |        |
|      | Ihar Bartążek        | 20 |      |        |
|      | POM Iława            | 20 |      |        |
|      | Huragan Morąg        | 20 |      |        |
|      | LZS Łukta            | 20 |      |        |

- LZS Gągławki wycofał się w trakcie sezonu

#### grupa II
| Poz. | Klub                    | M  | Pkt. | Bramki |
| ---- | ----------------------- | -- | ---- | ------ |
| 1    | Victoria Bartoszyce     | 22 |      |        |
|      | Kombinat Bartoszyce     | 22 |      |        |
|      | Agrołyna Sępopol        | 22 |      |        |
|      | Granica Kętrzyn         | 22 |      |        |
|      | LZS Łankiejmy           | 22 |      |        |
|      | PGR Dobre Miasto        | 22 |      |        |
|      | LZS Sątopy              | 22 |      |        |
|      | Agrokompleks II Kętrzyn | 22 |      |        |
|      | Warfama II Dobre Miasto | 22 |      |        |
|      | LZS Nowe Ramuki         | 22 |      |        |
|      | PGR II Biskupiec        | 22 |      |        |
|      | LZS Barczewo            | 22 |      |        |

### Klasa C
- 4 grupy

## OZPN Elbląg

### Klasa A
| Poz. | Klub                     | Pkt. | Bramki |
| ---- | ------------------------ | ---- | ------ |
| 1    | Błękitni Orneta          |      |        |
| ?    | Nogat Malbork            |      |        |
| ?    | Zastal Braniewo          |      |        |
| ?    | Olimpia II Elbląg        |      |        |
| ?    | Rodło Kwidzyn            |      |        |
| ?    | Mlexer Elbląg            |      |        |
| ?    | Powiśle Czernin          |      |        |
| ?    | Iskra Malbork            |      |        |
| ?    | Barkas Tolkmicko         |      |        |
| ?    | Żuławy Nowy Dwór Gdański |      |        |
| ?    | Sokół Lipowina (b)       |      |        |
| ?    | Powiśle Dzierzgoń        |      |        |
| ?    | Relax Ryjewo (b)         |      |        |
| ?    | Pogoń Prabuty            |      |        |

- zespoły z miejsc 2-6 przeszły do elbląsko-toruńskiej klasy okręgowej
- zespoły z miejsc 7-12 spadły do elbląskiej klasy A
- zespoły z miejsc 13-14 spadły do elbląskiej klasy B

### Klasa B
- do klasy A przeszły: Syrena Młynary, Sokół Kwidzyn, Pomowiec II Gronowo Elbląskie, Wałsza Pieniężno, Zjednoczeni Susz, Pogoń Gardeja